# كان يا مكان (مسرحية)
كان ياماكان، مسرحية كوميدية كويتية من إنتاج 2015  يوسف الحشاش. والمسرحية من تاليف هيا عبد السلام

## بطولة
- هيا عبد السلام.
- فؤاد علي.
- فرح الصراف.
- فهد باسم.
- حلا.
- شيلاء سبت.
- محمد المسلم.
- فواز حمد بدر.
- يوسف الحشاش.
- ناصر عباس.
- طلال باسم.